# Benji (album)
Benji è il sesto album studio dei Sun Kil Moon, pubblicato l'11 febbraio 2014 dall'etichetta indipendente Caldo Verde Records, di proprietà dello stesso Mark Kozelek.

## Composizione e registrazione
Il titolo dell'album si riferisce al film del 1974 Beniamino (Benji), citato da Kozelek anche nella traccia Micheline.
È stato registrato tra marzo e agosto del 2013 agli Hyde Street Studios di San Francisco con la collaborazione di Owen Ashworth, Jen Wood, Will Oldham e Steve Shelley (Sonic Youth).

## Accoglienza
| Recensione                             | Giudizio |
| -------------------------------------- | -------- |
| Metacritic (aggregatore di recensioni) | 85/100   |
| AllMusic                               | [ 4 ]    |
| Consequence                            | B+       |
| The Independent                        | [ 6 ]    |
| NME                                    | [ 7 ]    |
| No Ripcord                             | [ 8 ]    |
| The Observer                           | [ 9 ]    |
| Pitchfork                              | 9.2/10   |
| PopMatters                             | [ 11 ]   |
| Rolling Stone                          | [ 12 ]   |
| Spin                                   | [ 13 ]   |
| Drowned in Sound                       | [ 14 ]   |
| Tiny Mix Tapes                         | [ 15 ]   |
| Onda Rock                              | [ 16 ]   |

Ha riscosso un enorme plauso da parte della critica mondiale, al punto da essere considerato uno dei migliori lavori di Kozelek in assoluto, nonché tra i dischi più significativi degli ultimi anni.
Venne eletto "album dell'anno" dalla rivista italiana Rumore.

## Tracce
Testi e musiche di Mark Kozelek.
1. Carissa – 6:56
2. I Can't Live Without My Mother's Love – 3:59
3. Truck Driver – 3:56
4. Dogs – 3:57
5. Pray for Newtown – 4:08
6. Jim Wise – 3:34
7. I Love My Dad – 6:16
8. I Watched the Film The Song Remains the Same – 10:31
9. Richard Ramirez Died Today of Natural Causes – 5:35
10. Micheline – 6:07
11. Ben's My Friend – 5:17

Durata totale: 60:16
Disco aggiuntivo nell'edizione limitata
1. Micheline (Live in Aveiro) – 7:18
2. Richard Ramirez Died Today of Natural Causes (Live in Göteborg) – 4:55
3. I Love My Dad (Live in Copenaghen) – 6:05
4. I Can't Live Without My Mother's Love (Live in London) – 4:19
5. Truck Driver (Live in Leamington Spa) – 4:10

Durata totale: 26:47

## Formazione
- Mark Kozelek - voce, chitarre, chitarra portoghese, basso, xilofono
- Steve Shelley - batteria, percussioni
- Owen Ashworth - piano Rhodes
- Chris Connolly - piano (nella traccia Micheline), piano Rhodes (nella traccia I Watched the Film The Song Remains the Same)
- Forrest Day - corno (nella traccia Ben's My Friend)
- Tin "Tiny" Lindsey - basso (nella traccia Ben's My Friend)
- Nathan Winter - batteria (nella traccia I Love My Dad)
- Will Oldham - cori (nelle tracce Carissa, I Can't Live Without My Mother's Love, Truck Driver)
- Jen Wood - cori (nelle tracce Jim Wise e Micheline)
- Keta Bill - cori (nelle tracce Pray for Newtown, I Love My Dad, I Watched the Film The Song Remains the Same)